# Casa de la Moneda

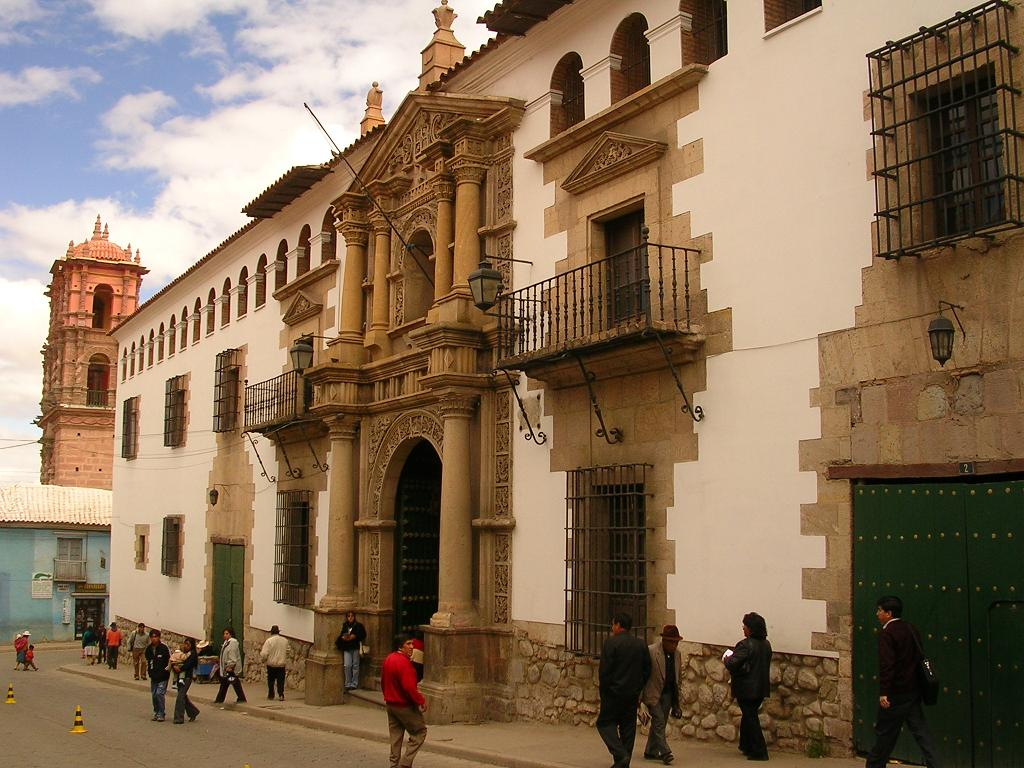
Front der Casa de la Moneda in Potosí, Bolivien

Der Komplex Casa de la Moneda (spanisch für Münzprägeanstalt oder Prägestätte), auch Casa Real de la Moneda (Königliche Münzprägeanstalt) in der Stadt Potosí in Bolivien ist eine ehemalige Münzprägeanstalt, die heute als Museum besichtigt werden kann. Die Casa de la Moneda war ein wichtiges Zentrum des spanischen Kolonialhandels in Südamerika und gilt heute als eine der bedeutendsten Sehenswürdigkeiten von Potosí.

## Geschichte
Wegen des Silberabbaus am Berg Cerro Rico und des schnellen Wachstums des spanischen Kolonialreichs im 16. Jahrhundert entstand in der Stadt Bedarf nach einer Münzprägeanstalt. 1542 wurde der Prägebetrieb in einem ersten provisorischen Gebäude aufgenommen. Der Bau in seiner heutigen Form wurde von Vizekönig Francisco de Toledo angeregt und ab 1572 unter der Leitung des Architekten Jerónimo de Leto in der Nähe des königlichen Palastes an der Plaza del Regocijo (heute: Plaza 10 de Noviembre) innerhalb von drei Jahren fertiggestellt. Damals war die Casa de la Moneda eines der größten Bauprojekte Spaniens und kostete Spanien 8321 Pesos und einen Goldbarren. Der Bau gilt heute als eines der bedeutendsten Beispiele spanischer Kolonialarchitektur in Lateinamerika.

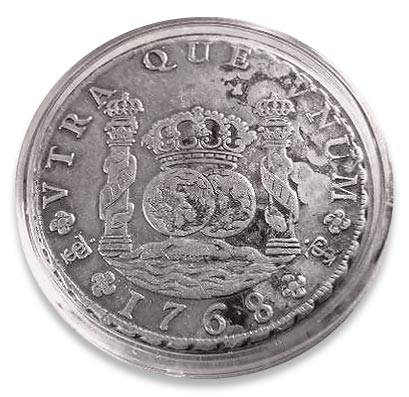
In Potosí geprägte Münze von 1768

Zwischen 1759 und 1772 wurde die Casa de la Moneda um einen umfangreichen Neubau zur nahegelegenen Plaza del Gato hin erweitert; bis zu dessen Einweihung am 31. Juli 1773 fand die Münzherstellung aber noch im Altbau statt. Zwei Jahre nach Gründung der Republik Bolivien (1825) wurden 1827 erstmals republikanische Münzen in der Casa de la Moneda geprägt; ab 1869 wurden Dampfmaschinen als Antrieb genutzt, ab 1909 Motoren. Im Jahr 1953 wurde die Prägung von Münzen nach etwa 400 Jahren endgültig eingestellt.

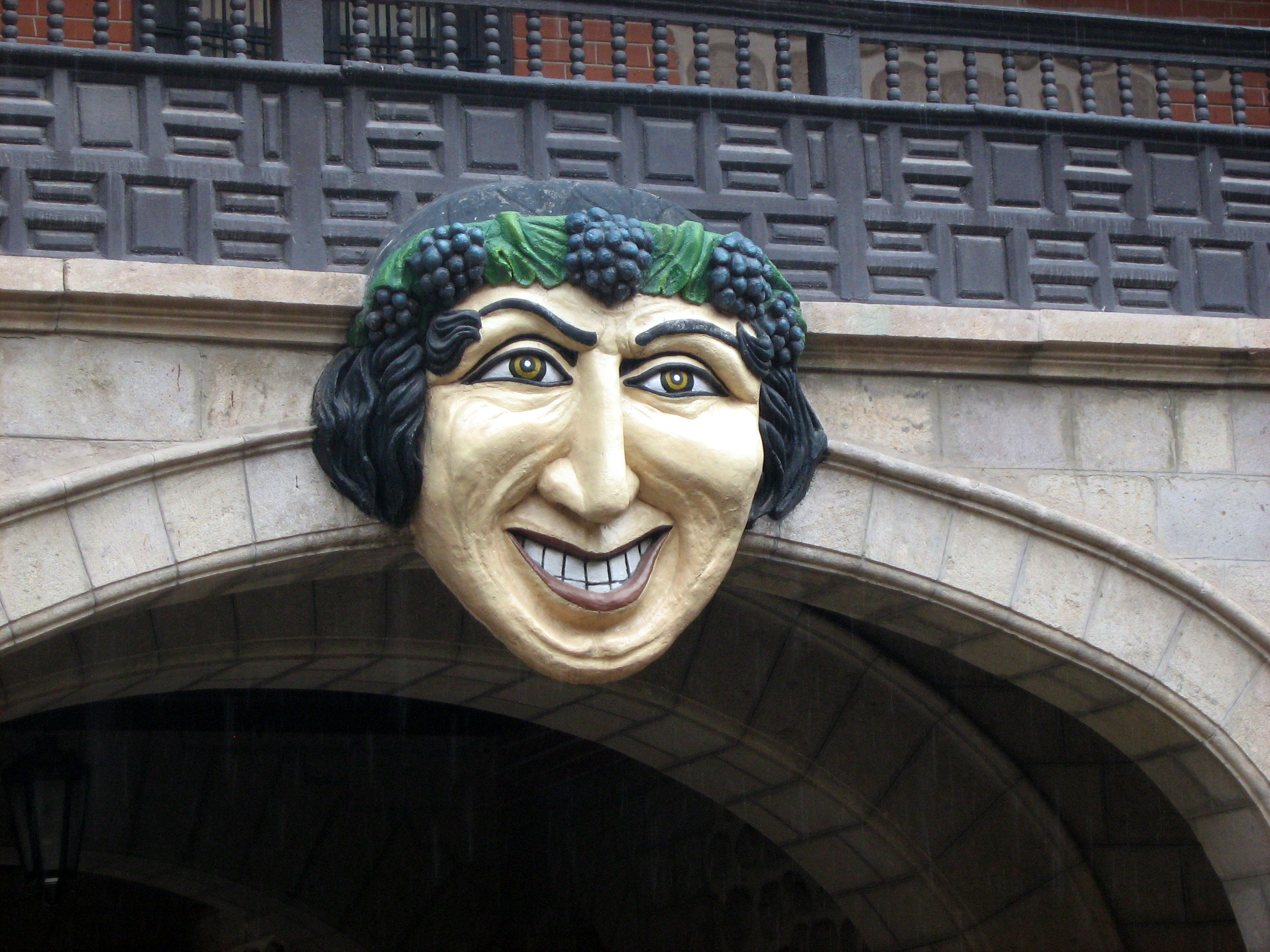
El Mascaron

Aus dem 19. Jahrhundert stammt El Mascaron, die Maske über einem Durchgang im Innenhof des Gebäudes. Sie wird als Darstellung des römischen Gottes Bacchus interpretiert, häufig aber auch als indigener Südamerikaner gesehen, der den das Land verlassenden Spaniern hinterherlacht.
Während des Chacokrieges (1932–1935) zwischen Bolivien und Paraguay diente die Casa de la Moneda zeitweise als militärisches Hauptquartier der bolivianischen Streitkräfte.
Heute ist in dem Gebäude ein Museum untergebracht. Neben religiöser Kunst werden hier hauptsächlich Münzen und die einst unter anderem von afrikanischen Sklaven bedienten Prägemaschinen sowie die besonders aufwändig gesicherten Kisten für den Transport der Münzen nach Europa ausgestellt. Darüber hinaus sind Gemälde aus der kolonialen und republikanischen Zeit zu besichtigen, ebenso indigene Textilien und Exponate aus der Zeit des Chacokrieges. Die Casa de la Moneda wird heute als eines der bedeutendsten Museen in Bolivien betrachtet und ist ein wichtiger Teil des UNESCO-Welterbes Potosís.

## Art der Münzprägung
Das aus den Minen gewonnene Material wurde bis zur Verflüssigung erhitzt und anschließend in eine aus Metall bestehende Form gegossen. Mit dem Hammer wurde der meist eckige Rohling rundlich geschlagen. Nach mehreren Tagen Abkühlzeit wurde dieser erneut leicht erhitzt und mit einer Schere in kleinere Rohlinge geschnitten, anschließend wurden die noch meist eckigen Enden der Rohlinge zur Mitte der Münze hin aufgerollt, so dass man eine runde Form erhielt.
Nach erneutem Erhitzen wurde die Münze mit einem Schleifblech in eine runde Form geschliffen.
In noch erhitztem Zustand wurden die nun runden Rohlinge mit einem vorgefertigten Abdruck der heiligen Krone Spaniens beidseitig geprägt. Diese Art der Münzprägung war zu dieser Zeit noch nicht weit verbreitet.